# Cherry Valley (Arkansas)
Cherry Valley est une ville située dans l’État américain de l'Arkansas, dans le comté de Cross.